# Hans-Jörg Butt
Hans-Jörg Butt (pronunciación en alemán: /hans ˈjœʁk ˈbʊt/; Oldemburgo; 28 de mayo de 1974), también conocido como Jörg Butt, es un exfutbolista alemán que jugó en la posición de portero, su primer equipo fue el VfB Oldemburgo y el último antes de su retiro fue el Bayern de Múnich. Destacado por su lanzamiento de penales, y por correr a menudo hacia el área rival en un intento de encontrar un ganador cuando su equipo iba perdiendo, Butt marcó 26 goles en la Bundesliga. Destacó en su país en equipos como el Hamburgo S.V., Bayer Leverkusen y Bayern de Múnich. Fue internacional con la selección alemana en cuatro ocasiones, representando a su país en dos Copas del Mundo y una Eurocopa.
Butt ganó la 1. Bundesliga, la Copa y Supercopa de Alemania con el Bayern de Múnich en la temporada 2009-10. A nivel internacional fue subcampeón de la Liga de Campeones de la UEFA en tres ocasiones, una con el Bayer Leverkusen en 2002, y dos con el Bayern de Múnich en 2010 y 2012. Tras retirarse de la actividad profesional, Butt fue entrenador del equipo canterano del Bayern entre julio y agosto de 2012.

## Selección nacional

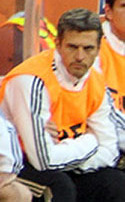
Hans-Jörg Butt en la Copa Mundial de Fútbol de 2010.

Butt debutó con la selección de fútbol de Alemania el 7 de junio de 2000 en la victoria 8-2 ante Liechtenstein en un amistoso internacional. Fue elegido tercer arquero en la Eurocopa 2000 y la Copa Mundial de Fútbol de 2002 detrás de Oliver Kahn y Jens Lehmann, sin sumar minutos en dichos certámenes.
A partir de 2004, y a pesar de destacar en el Bayer Leverkusen, Butt no sería tenido en cuenta en el seleccionador los años posteriores, quedando fuera de una posible convocatoria a la Eurocopa 2004 y 2008, la Copa FIFA Confederaciones 2005 y la Copa Mundial de 2006.
En 2010, después de que su excompañero en el Leverkusen René Adler sufriera una lesión en una de sus costillas, Butt fue convocado después de 7 años por la selección alemana para disputar la Copa Mundial de Fútbol en Sudáfrica junto a Manuel Neuer y Tim Wiese. Jugó el partido por el tercer puesto ante Uruguay, donde los alemanes ganaron por 3-2.

### Participaciones en Copas del Mundo
| Copa              | Sede                | Resultado    | Partidos | Goles |
| ----------------- | ------------------- | ------------ | -------- | ----- |
| Copa Mundial 2002 | Corea del Sur Japón | Subcampeón   | 0        | 0     |
| Copa Mundial 2010 | Sudáfrica           | Tercer lugar | 1        | -2    |

### Participaciones en Eurocopas
| Copa          | Sede                   | Resultado    | Partidos | Goles |
| ------------- | ---------------------- | ------------ | -------- | ----- |
| Eurocopa 2000 | Bélgica · Países Bajos | Primera fase | 0        | 0     |

## Estadísticas

### Clubes
| Club                        | Temporada     | Div.          | Liga  | Liga  | Copas nacionales | Copas nacionales | Torneos internacionales | Torneos internacionales | Total | Total |
| Club                        | Temporada     | Div.          | Part. | Goles | Part.            | Goles            | Part.                   | Goles                   | Part. | Goles |
| --------------------------- | ------------- | ------------- | ----- | ----- | ---------------- | ---------------- | ----------------------- | ----------------------- | ----- | ----- |
| Hamburgo S.V. · Alemania    | 1997-98       | 1.ª           | 33    | 0     | 2                | 0                | 0                       | 0                       | 35    | 0     |
| Hamburgo S.V. · Alemania    | 1998-99       | 1.ª           | 34    | 7     | 3                | 0                | 0                       | 0                       | 37    | 7     |
| Hamburgo S.V. · Alemania    | 1999-00       | 1.ª           | 34    | 9     | 1                | 0                | 0                       | 0                       | 35    | 9     |
| Hamburgo S.V. · Alemania    | 2000-01       | 1.ª           | 32    | 3     | 2                | 0                | 6                       | 1                       | 40    | 4     |
| Hamburgo S.V. · Alemania    | Total         | Total         | 133   | 19    | 8                | 0                | 6                       | 1                       | 147   | 20    |
| Bayer Leverkusen · Alemania | 2001-02       | 1.ª           | 34    | 2     | 6                | 0                | 17                      | 1                       | 57    | 3     |
| Bayer Leverkusen · Alemania | 2002-03       | 1.ª           | 33    | 1     | 4                | 0                | 10                      | 0                       | 47    | 1     |
| Bayer Leverkusen · Alemania | 2003-04       | 1.ª           | 34    | 1     | 3                | 0                | 0                       | 0                       | 37    | 1     |
| Bayer Leverkusen · Alemania | 2004-05       | 1.ª           | 34    | 2     | 2                | 0                | 8                       | 0                       | 44    | 2     |
| Bayer Leverkusen · Alemania | 2005-06       | 1.ª           | 34    | 1     | 2                | 0                | 2                       | 0                       | 38    | 1     |
| Bayer Leverkusen · Alemania | 2006-07       | 1.ª           | 22    | 0     | 2                | 0                | 8                       | 0                       | 32    | 0     |
| Bayer Leverkusen · Alemania | Total         | Total         | 191   | 7     | 19               | 0                | 45                      | 1                       | 255   | 8     |
| S.L. Benfica Portugal       | 2007-08       | 1.ª           | 1     | 0     | 4                | 0                | 0                       | 0                       | 5     | 0     |
| Bayern de Múnich · Alemania | 2008-09       | 1.ª           | 8     | 0     | 0                | 0                | 3                       | 0                       | 11    | 0     |
| Bayern de Múnich · Alemania | 2009-10       | 1.ª           | 31    | 0     | 3                | 0                | 12                      | 1                       | 46    | 1     |
| Bayern de Múnich · Alemania | 2010-11       | 1.ª           | 23    | 0     | 2                | 0                | 4                       | 0                       | 29    | 0     |
| Bayern de Múnich · Alemania | 2011-12       | 1.ª           | 1     | 0     | 1                | 0                | 1                       | 0                       | 3     | 0     |
| Bayern de Múnich · Alemania | Total         | Total         | 63    | 0     | 6                | 0                | 20                      | 1                       | 89    | 1     |
| Total carrera               | Total carrera | Total carrera | 388   | 26    | 37               | 0                | 71                      | 3                       | 496   | 29    |

## Palmarés

### Campeonatos regionales
| Título            | Club           | País     | Año     |
| ----------------- | -------------- | -------- | ------- |
| Regionalliga Nord | VfB Oldemburgo | Alemania | 1996-96 |

### Títulos nacionales
| Título                | Club             | País     | Año     |
| --------------------- | ---------------- | -------- | ------- |
| 1. Bundesliga         | Bayern de Múnich | Alemania | 2009-10 |
| Copa de Alemania      | Bayern de Múnich | Alemania | 2009-10 |
| Supercopa de Alemania | Bayern de Múnich | Alemania | 2010    |

### Distinciones individuales
| Distinción                                        | Año       |
| ------------------------------------------------- | --------- |
| Equipo de la temporada de la Bundesliga de kicker | 1999-2000 |
| Equipo de la temporada de la Bundesliga de kicker | 2009-10   |
| Portero del Año de kicker                         | 2009-10   |